# 神戸駅 (曲)
「神戸駅」（こうべえき）は、日本のパンク・ロックバンド、ガガガSPの2007年の13枚目のシングル。
インディーズ復帰第1弾シングル。レーベルも自らのレーベル「俺様レコード」を設立し、そこからのリリースとなる。
「My First Kiss」は、CDの音源とオンライン配信音源で後半部分の歌詞が異なる。

## 収録曲
1. 神戸駅
作曲・作詞：コザック前田 / 編曲：ガガガSP
この曲のレコーディングの直前に事務所が契約解除を求め、結果的には期日どおりにリリースできたが、人間不信になり、不安定な状態でレコーディングをしたと前田は言っている。
2. 遠距離恋愛
作曲・作詞：山本聡 / 編曲：ガガガSP
3. 真面目王
作曲・作詞：コザック前田 / 編曲：ガガガSP
4. My First Kiss
作曲・作詞：実川俊晴/ 編曲：ガガガSP

## タイアップ
- My First Kiss - 日産自動車セレナTVCM曲。